# Kunurana
Le Nevado Kunurana est un sommet de la cordillère la Raya, une chaîne de montagnes des Andes péruviennes.
Ce sommet surmonté d'un glacier est situé dans le district de Santa Rosa, province de Melgar, Région de Puno, dans le sud-est du Pérou. Il se trouve à la limite entre le bassin amazonien et le système TDPS. Le Río Vilcanota, qui prend plus loin en aval le nom d'Urubamba, a sa source dans ce massif.